# Bazonkion
 (octobre 2013).
Albums de Papa Wemba & Viva La Musica
Muana Molakaï Bravo l'Artiste
Bazonkion est un album de Papa Wemba sorti en 2005.

## Les Chansons
| No | Titre             | Durée |
| -- | ----------------- | ----- |
| 1. | Bazonkion         | 07:33 |
| 2. | Penitence na ngai | 06:46 |
| 3. | Amour Ness        | 07:03 |
| 4. | Logembo           | 04:26 |
| 5. | Le Bourgeois      | 07:29 |
| 6. | Lisolo Ya Couloir | 04:28 |

## DVD Clips
| No | Titre             | Durée |
| -- | ----------------- | ----- |
| 1. | Bazonkion         | 07:33 |
| 2. | Penitence na nga  | 06:47 |
| 3. | Amour Ness        | 07:09 |
| 4. | Longembo          | 05:46 |
| 5. | Le Bourgeois      | 07:31 |
| 6. | Lisolo Ya Couloir | 04:13 |

### Musiciens ayant participé
- [Chanteurs]

- Apocalypse Ya Jean

- Guylain Madova

- New Jack

- Chabrown

- Bendo Son

- Pathy Patcheco

- Anthony Sampayo

- Danny Kule

- Al Pachino Nsimba

- Alain Wemba

- [Animateurs]

- Biscuit Des Ecoliers (Animateur)

- CPP Atalaku (Animateur)

- Bob Djamousket (Animateur)

- [Bassistes]

- Tosha Fulakanda Bass (Basse)

- [Guitares]

- Daddy Bola (Guitare Solo,Mi Solo)

- Costa Pinto (Guitare Rythmique)

- Sec Bidens (Guitares Rythmique)

- Zamba La Forêt (Guitare Solo,Mi-Solo)

- [Batteries]

- Sydney Nseka (Batteur)

- Daddy Peufa (Batteur)

- [Synthétiseurs]

- Ceda Na Cedric (Synthé)

- [Percussionnistes]

- Likayabu Mbonda (Congas)

- Itshari Lokolé Mbonda (Congas)

- [Danseuses et Danseurs]

- Bénédicte McCarthy

- Patricia Kassa

- Julie Mulanga

- Mireille Motobi

- Falonne Wifi

- Angèle Pelouse

- Lydie Muscador

- Malou Bomboka

- Les Gosses Beaux